# Fengquan
Fengquan (en chino, 凤泉; pinyin, Fèngquán; Wade-Giles, feng ch'üan (escuchar)ⓘ) es un distrito urbano bajo la administración directa de la Prefectura  Xinxiang  en la Provincia de Henan, República Popular China.  Su área es de 114 km² y su población total para 2010 superó los 140 mil  habitantes. 

## Administración
Desde junio  de 2023, el  Distrito Fengquan   se divide en 5 pueblos  administrados  en 2 subdistritos,  2 poblados y 1 villa.

## Toponimia
El topónimo Fengquan [/Fəng-chuán/] se compone de los sinogramas Feng (fenix) y Quan (manantial). 
En abril de 1982 se estableció el Distrito Beizhan (北站区), y en enero de 2004 pasó a llamarse Fengquan. El nombre combina dos lugares emblemáticos de la región; Feng (凤) – Abreviación de "Montaña del Fénix" 凤凰山 (Fènghuáng Shān), un bosque con nombre mitológico y Quan (泉) – Referencia al "Manantial de Yu Gong" (愚公泉) un pozo artificial excavado durante la década de los 1960, como parte de un proyecto inspirado en la leyenda "Yu Gong mueve montañas" (愚公移山), un cuento clásico donde un anciano (Yu Gong) y su familia deciden mover dos montañas que bloqueaban su aldea, trabajando perseverantemente de generación tras generación.